# Geegeela Conservation Park
Geegeela Conservation Park är en park i Australien. Den ligger i delstaten South Australia, omkring 280 kilometer sydost om delstatshuvudstaden Adelaide.
Trakten runt Geegeela Conservation Park är nära nog obefolkad, med mindre än två invånare per kvadratkilometer.. Närmaste större samhälle är Frances, omkring 14 kilometer sydost om Geegeela Conservation Park. 
Trakten runt Geegeela Conservation Park består till största delen av jordbruksmark. Genomsnittlig årsnederbörd är 648 millimeter. Den regnigaste månaden är juli, med i genomsnitt 115 mm nederbörd, och den torraste är december, med 13 mm nederbörd.